# دینا پلاتو
دِینا پلاتو (انگلیسی: Dana Plato; ۱ نوامبر ۱۹۶۳ – ۸ مهٔ ۱۹۹۹) هنرپیشه اهل ایالات متحده آمریکا بود.